# El Triunfo (Pastaza)
El Triunfo ist eine Ortschaft und eine Parroquia rural („ländliches Kirchspiel“) im Kanton Pastaza der ecuadorianischen Provinz Pastaza. Die Parroquia besitzt eine Fläche von 237,87 km². Die Einwohnerzahl lag im Jahr 2010 bei 1325. Die Bevölkerung in dem Gebiet besteht aus etwa 75 Prozent aus Mestizen sowie knapp 22 Prozent aus Indigenen, darunter Kichwa und Shuar. Comunidades mit Kichwa-Bevölkerung sind Los Arbolitos, Bolívar, Kuripakcha und San Vicente de Villano. Comunidades mit Shuar-Bevölkerung sind La Independencia und Jaime Roldos Bloque 1.

## Lage
Die Parroquia El Triunfo liegt in der vorandinen Zone am Rande des Amazonasbeckens. Das Gebiet liegt in Höhen zwischen 513 m und 1140 m. Die Verwaltungsgrenzen verlaufen überwiegend entlang von Flussläufen. Der Río Arajuno fließt entlang der nordwestlichen Verwaltungsgrenze nach Norden. Der Río Bobonaza fließt entlang der südwestlichen Verwaltungsgrenze nach Südosten. Der Río Villano, ein rechter Nebenfluss des Río Curaray, entspringt im Südosten der Parroquia. Der Hauptort El Triunfo befindet sich 24 km ostnordöstlich der Provinzhauptstadt Puyo. Eine Nebenstraße, die von Puyo nach Arajuno führt, passiert neben Diez de Agosto auch den Hauptort El Triunfo.
Die Parroquia El Triunfo grenzt im Norden an die Parroquia Arajuno, im Osten an die Parroquia Curaray, im Süden an die Parroquia Canelos sowie im Westen an die Parroquias Veracruz, Diez de Agosto, Teniente Hugo Ortiz und San José (Kanton Santa Clara).

## Orte und Siedlungen
In der Parroquia gibt es neben dem Hauptort (cabecera parroquial) El Triunfo die Barrios Libertad, Los Olivos und Natividad Valdez sowie folgende Comunidades:
- Barranguilla
- Bolívar
- El Esfuerzo 2
- Francisco Pizarro
- Jaime Roldos Bloque 1
- Kuripakcha
- La Independiente
- Los Arbolitos
- San Vicente de Villano
- Santa Fe

Ferner gibt es noch mehrere Sectores Agrícolas.

## Geschichte
Die Parroquia El Triunfo wurde am 19. November 1991 gegründet.